# Изложба „Нови чланови” (1970)
Изложба „Нови чланови” се одржала у периоду од 24. до 31. марта 1970. године у Уметничком павиљону „Цвијета Зузорић”, Мали Калемегдан 1.

## Уметнички савет
Пријем нових чланова и избор радова за изложбу је извршио Уметнички савет Удружења ликовних уметника Србије у следећем саставу:
- Сликарска секција
  - Божидар Продановић
  - Здравко Вајагић
  - Светозар Ђорђевић
  - Божидар Ковачевић
  - Драгомир Лазаревић
  - Мома Марковић
  - Бранко Станковић

- Вајарска секција
  - Славољуб Станковић
  - Олга Јеврић
  - Мира Јуришић
  - Антон Краљић
  - Јелисавета Шобер

- Графичка секција
  - Бранко Миљуш
  - Стеван Кнежевић
  - Милан Мартиновић

## Излагачи
1. Стерјос Арвантидис
2. Душан Бркић
3. Мирјана Пачов Вукмировић
4. Драгољуб Вуксановић
5. Љубомир Вуксановић
6. Ђорђе Голубовић
7. Ранко Дивљан
8. Душан Донков
9. Бранка Марић Ђак
10. Марио Ђиковић
11. Петар Ђорђевић
12. Светлана Ђорђевић
13. Шемса Ђулизаревић
14. Димитрије Ђурић
15. Сафет Зец
16. Слободан Иванковић
17. Милица Јелић
18. Владимир Јовановић
19. Зоран Добротин Јовановић
20. Предраг Пјо Јоцић
21. Надежда Којадиновић
22. Владимир Комад
23. Анастасија Краљић
24. Коста Кривокапић
25. Петру Марина
26. Звонимир Марковић
27. Владан Мициж
28. Сеад Мусић
29. Зорка Одаловић
30. Радомир Петровић
31. Даница Петровска
32. Ратомир Пешић
33. Вила Разија Позновија
34. Зоран Поповић
35. Миомир Радовић
36. Владимир Рашић
37. Видоје Романдић
38. Рајко Самарџија
39. Анета Светлиева
40. Добри Стојановић
41. Татјана Столповић
42. Марко Ступар
43. Владан Суботић
44. Милорад Тепавац
45. Мирко Тримчевић
46. Хилмија Ћатовић
47. Милан Узелац
48. Гергељ Урком
49. Никола Ристић Хаџи